# Kill the Rhythm (Like a Homicide)
Albums de Just-Ice
Gun Talk
(1993) VII
(1998)
Kill the Rhythm (Like a Homicide) est le sixième album studio de Just-Ice, sorti le 21 novembre 1995.

## Liste des titres
| 1. | Bad Boy Back (In Town) (Produit par KRS-One)                                     | 3:59 |
| 2. | Bring 'Em Back Alive (Produit par 40 Duce, O.C. Rodriguez et Scratch God)        | 3:40 |
| 3. | Ladies 'Nuff Respect (Produit par 40 Duce et O.C. Rodriguez)                     | 4:01 |
| 4. | Keep It Real (Produit par O.C. Rodriguez et Scratch God)                         | 4:42 |
| 5. | Stay the Hell Away From Me! (Produit par 40 Duce, O.C. Rodriguez et Scratch God) | 4:15 |
| 6. | Cenci (Produit par KRS-One)                                                      | 5:29 |

| 7.  | Livin' in Lockdown (Produit par Big Ed)                                 | 6:10 |
| 8.  | Freestyle No. 1 (Produit par Mark V)                                    | 5:15 |
| 9.  | Freestyle No. 2 (Produit par Mark V)                                    | 4:25 |
| 10. | It's On (Produit par Big Ed)                                            | 5:22 |
| 11. | Kill the Rhythm (Like a Homicide) (Produit par Big Ed et DJ Prince Ice) | 5:05 |